# كريستيان بريتش
كريستيان بريتش هو لاعب كرة قدم كرواتي في مركز الوسط، ولد في 17 يوليو 1987 في زغرب في كرواتيا. لعب مع إنتر زابرشيتش وناسيونال ماديرا.